# Auraji Valley
Das Auraji Valley ist ein Tal auf King George Island im Archipel der Südlichen Shetlandinseln. Auf der Barton-Halbinsel liegt es rund 400 m südöstlich der König-Sejong-Station.
Südkoreanische Wissenschaftler benannten es nach einer Örtlichkeit in der südkoreanischen Provinz Gangwon-do.